# Sad but True
Sad but True è un singolo del gruppo musicale statunitense Metallica, pubblicato l'8 febbraio 1993 come quinto estratto dal quinto album in studio Metallica.

## Descrizione
Composto da James Hetfield e da Lars Ulrich, il brano si ispira al film Magic - Magia (1978). Una sua caratteristica rilevante è il riff di basso, accompagnato da attacchi melodici ma abrasivi e ribassati di chitarra ritmica, da un drumming tipicamente metal e dal classico stile vocale di Hetfield. Il giro di basso inoltre fu campionato da Kid Rock per il singolo American Bad Ass del 2000.

## Cover ed altri utilizzi
Nel 2003, in occasione degli MTV Icon dedicati ai Metallica, il rapper Snoop Dogg eseguì una reinterpretazione in chiave rapcore del brano. L'anno seguente il brano è stato remixato con due brani di Jay-Z (Black on Black e The Double Black Album, dischi rispettivamente di DJ Halfred e DJ Cheap Cologne).

## Tracce
CD singolo (3 tracce)
1. Sad but True – 5:25 (James Hetfield, Lars Ulrich)
2. So What – 3:08 (Chris Exall, Nick Culmer) – originariamente interpretata dagli Anti-Nowhere League
3. Harvester of Sorrow (Live) – 6:41 (James Hetfield, Lars Ulrich)

CD singolo (4 tracce), 12"
1. Sad but True – 5:27 (James Hetfield, Lars Ulrich)
2. Nothing Else Matters (Elevator Version) – 6:31 (James Hetfield, Lars Ulrich)
3. Creeping Death (Live) – 8:01 (James Hetfield, Lars Ulrich, Cliff Burton, Kirk Hammett)
4. Sad but True (Demo) – 4:54 (James Hetfield, Lars Ulrich)

Picture CD
1. Sad but True – 5:26 (James Hetfield, Lars Ulrich)
2. Nothing Else Matters (Live) – 6:13 (James Hetfield, Lars Ulrich)
3. Sad but True (Demo) – 6:12 (James Hetfield, Lars Ulrich)

7"
- Lato A

1. Sad but True – 5:27 (James Hetfield, Lars Ulrich)

- Lato B

1. Nothing Else Matters – 6:29 (James Hetfield, Lars Ulrich)

## Formazione
Gruppo
- James Hetfield – chitarra, voce
- Lars Ulrich – batteria, percussioni
- Kirk Hammett – chitarra solista
- Jason Newsted – basso

Produzione
- Bob Rock – produzione
- James Hetfield – produzione
- Lars Ulrich – produzione
- Randy Staub – ingegneria del suono
- Mike Tacci – ingegneria del suono
- George Marino – mastering

## Classifiche
| Classifica (1993)             | Posizione massima |
| ----------------------------- | ----------------- |
| Australia                     | 48                |
| Belgio (Fiandre)              | 50                |
| Finlandia                     | 1                 |
| Germania                      | 42                |
| Irlanda                       | 13                |
| Norvegia                      | 5                 |
| Nuova Zelanda                 | 42                |
| Paesi Bassi                   | 10                |
| Regno Unito                   | 20                |
| Stati Uniti                   | 98                |
| Stati Uniti (mainstream rock) | 15                |
| Svezia                        | 31                |